# Örjanskolan
Örjanskolan är en friskola i Nibble i Ytterjärna socken, vilken drivs av Föreningen Örjanskolan inom den antroposofiska rörelsen i Järna.
Skolan, som grundades 1980, drivs enligt Waldorfpedagogik och är en sammanhållen skola med grundskola från första klass till och med årskurs 12 i gymnasieskolan. 
Skolan är ritad av arkitekt Erik Asmussen och ligger i ett område med flera byggnader inom den antroposofiska rörelsen. Den består av flera paviljonger och är både invändigt och utvändigt färgsatt av Fritz Fuchs utifrån en princip som är vanlig inom Waldorfpedagogiken: ”Färgerna ska hjälpa till i pedagogiken, och att barnet varje skolår möter en ny färg får det att inse att det vandrar vidare i sin utveckling.”

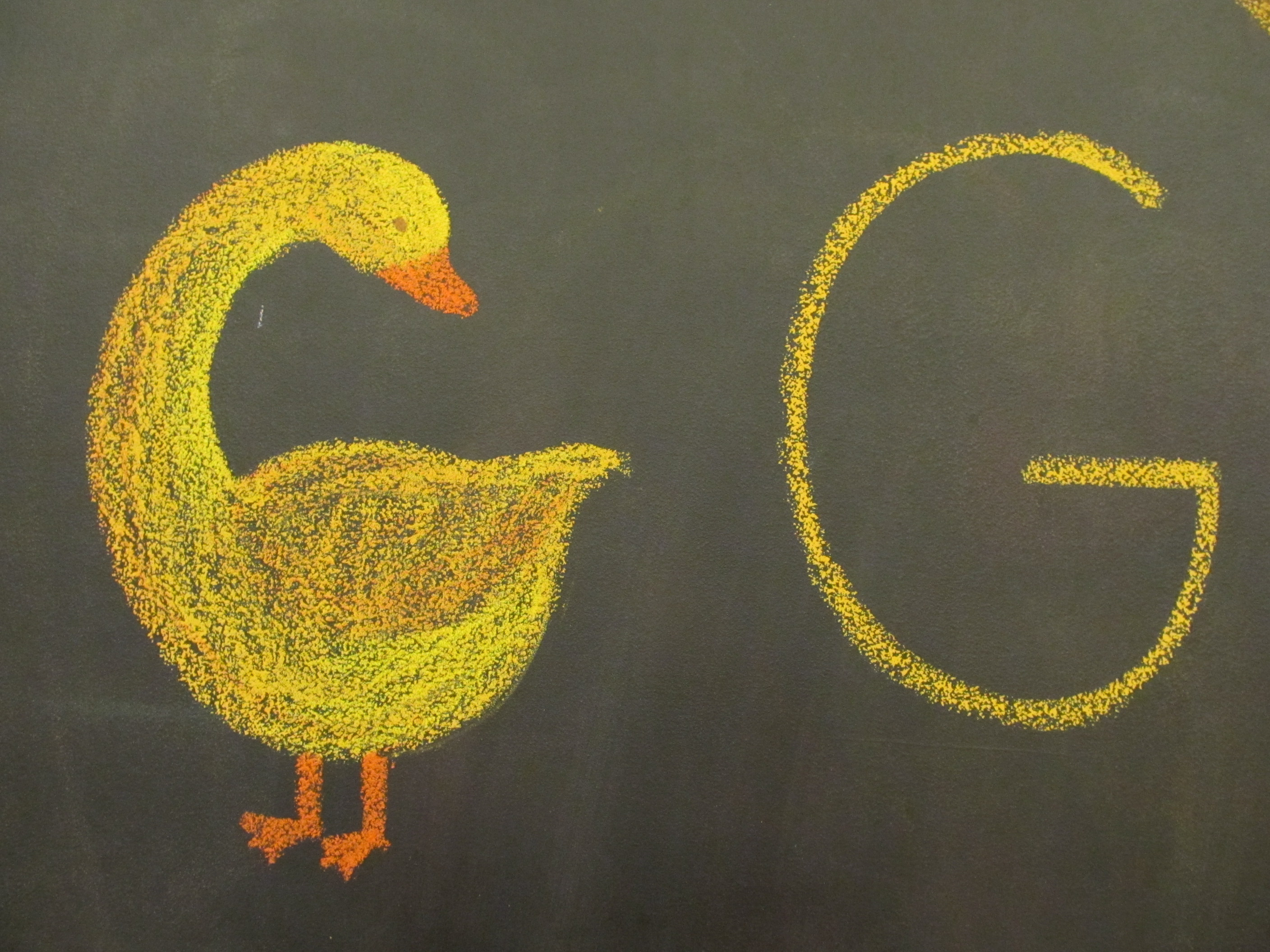
Exempel på Waldorfpedagogik: En gås formar bokstaven G